# Johann Jacob de Lose

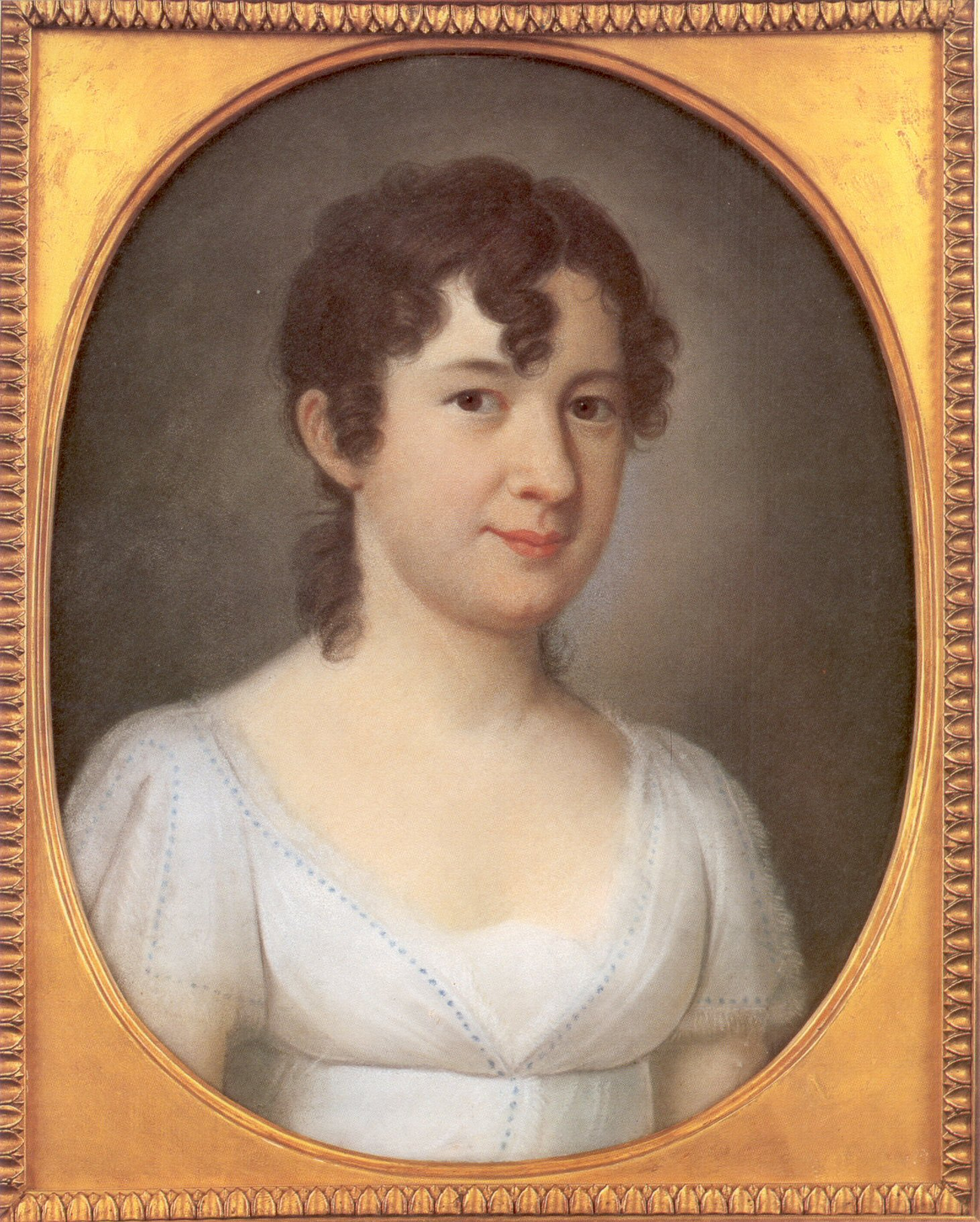
Pastellporträt der Goethe-Freundin Marianne von Willemer

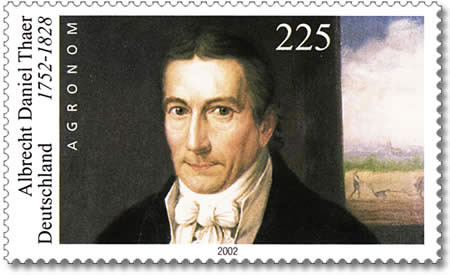
Briefmarke zum 250. Geburtstag von Albrecht Daniel Thaer im Jahr 2002, mit seinem Porträt von Johann Jacob de Lose

Johann Jacob de Lose  (*  1755; † 15. November 1813 in Frankfurt am Main) war ein deutscher Porträtmaler.

## Leben
Vom Leben Johann Jacob de Loses ist wenig bekannt. Man vermutet Mannheim oder Umgebung als Geburtsort. Er besuchte die Mannheimer Zeichnungsakademie, wo er ein Schüler von Carl Heinrich Brandt (1724–1787) war.
De Lose, seit 1803 bayerischer Hofmaler, spezialisierte sich auf die Porträtmalerei und betätigte sich in Mannheim, Celle sowie in Frankfurt am Main. Hier malte er unter anderem ein Porträt von Goethes später Liebe Marianne von Willemer. Ein 1803 gefertigtes Bild des Agrarwissenschaftlers Albrecht Daniel Thaer diente im Jahr 2002 als Motiv einer deutschen Briefmarke zu dessen 250. Geburtstag. Bereits 1977 verwandte die DDR dasselbe Gemälde zum Entwurf einer Briefmarke.    
De Lose war mit Johanna Wilhelmina geb. Fischer († 1814) verheiratet und starb am 15. November 1813 in Frankfurt am Nervenfieber (Typhus), das die zurückflutende Grande Armée eingeschleppt hatte. Er hinterließ vor allem zahlreiche qualitative Porträts.

## Galerie von Bildern des Malers

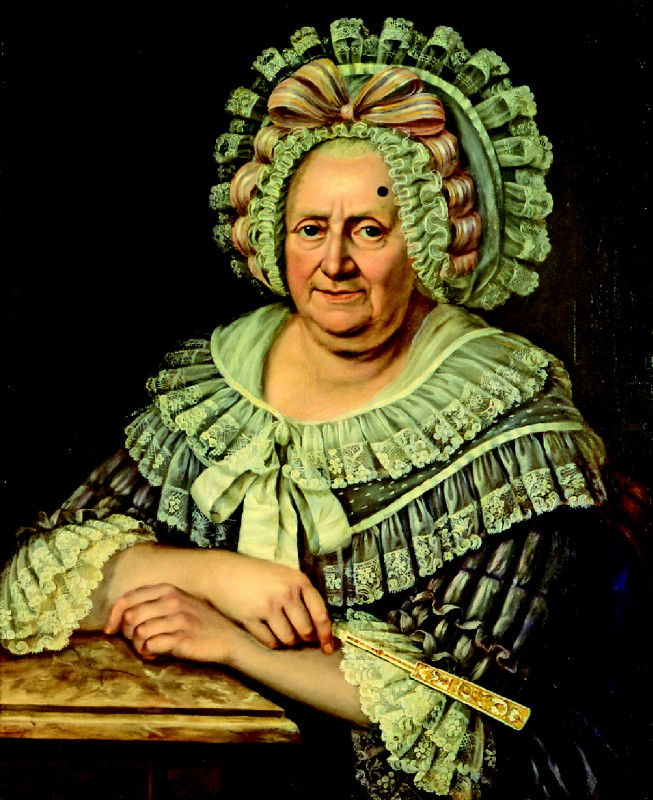
Porträt der Frankfurterin Josepha Gobin
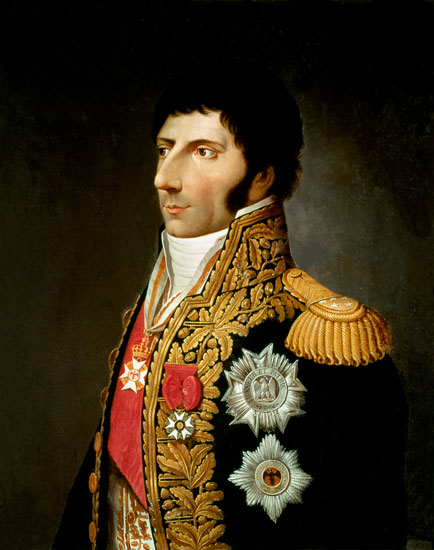
Porträt des Marschalls Jean-Baptiste Bernadotte
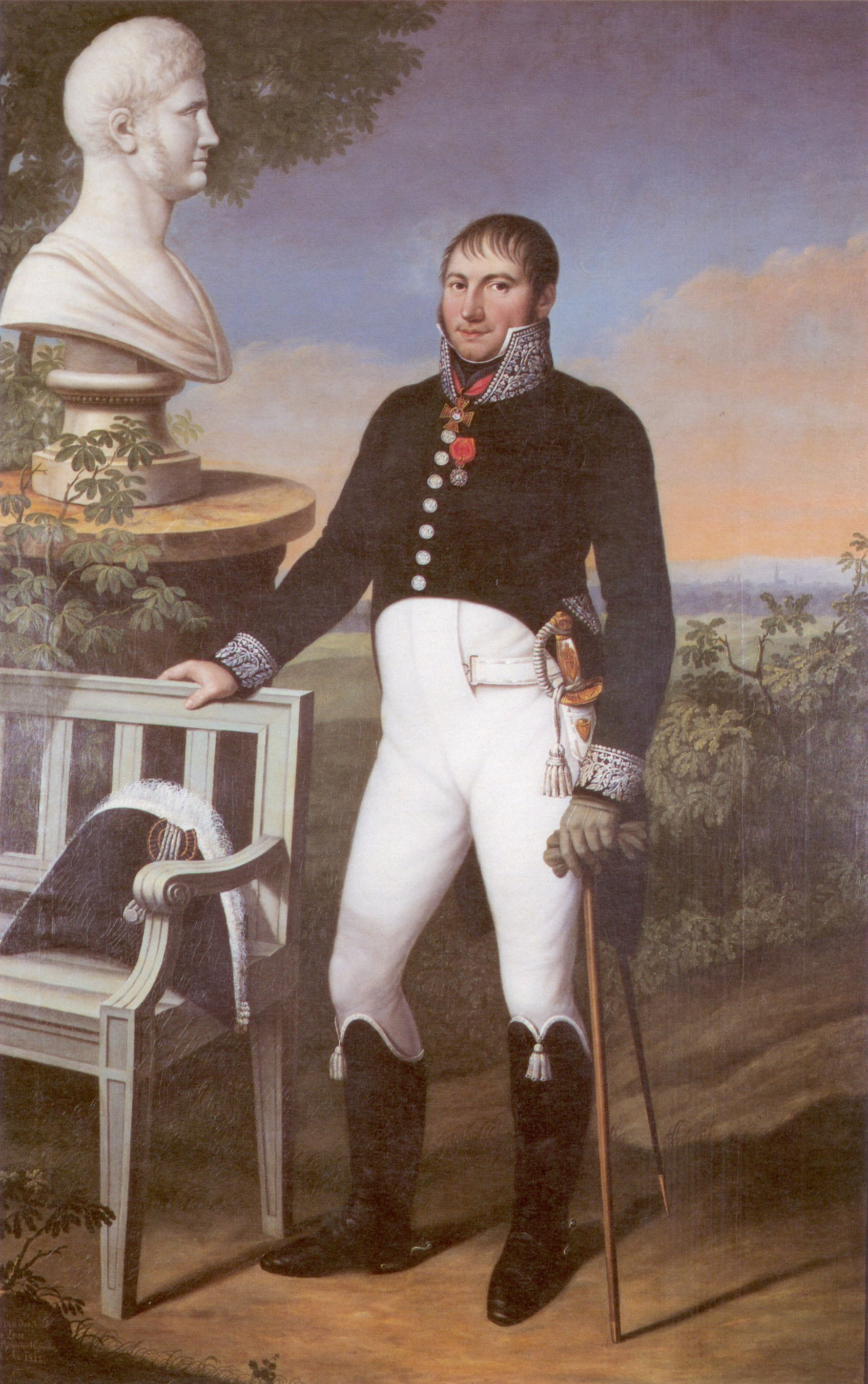
Porträt des Simon Moritz von Bethmann
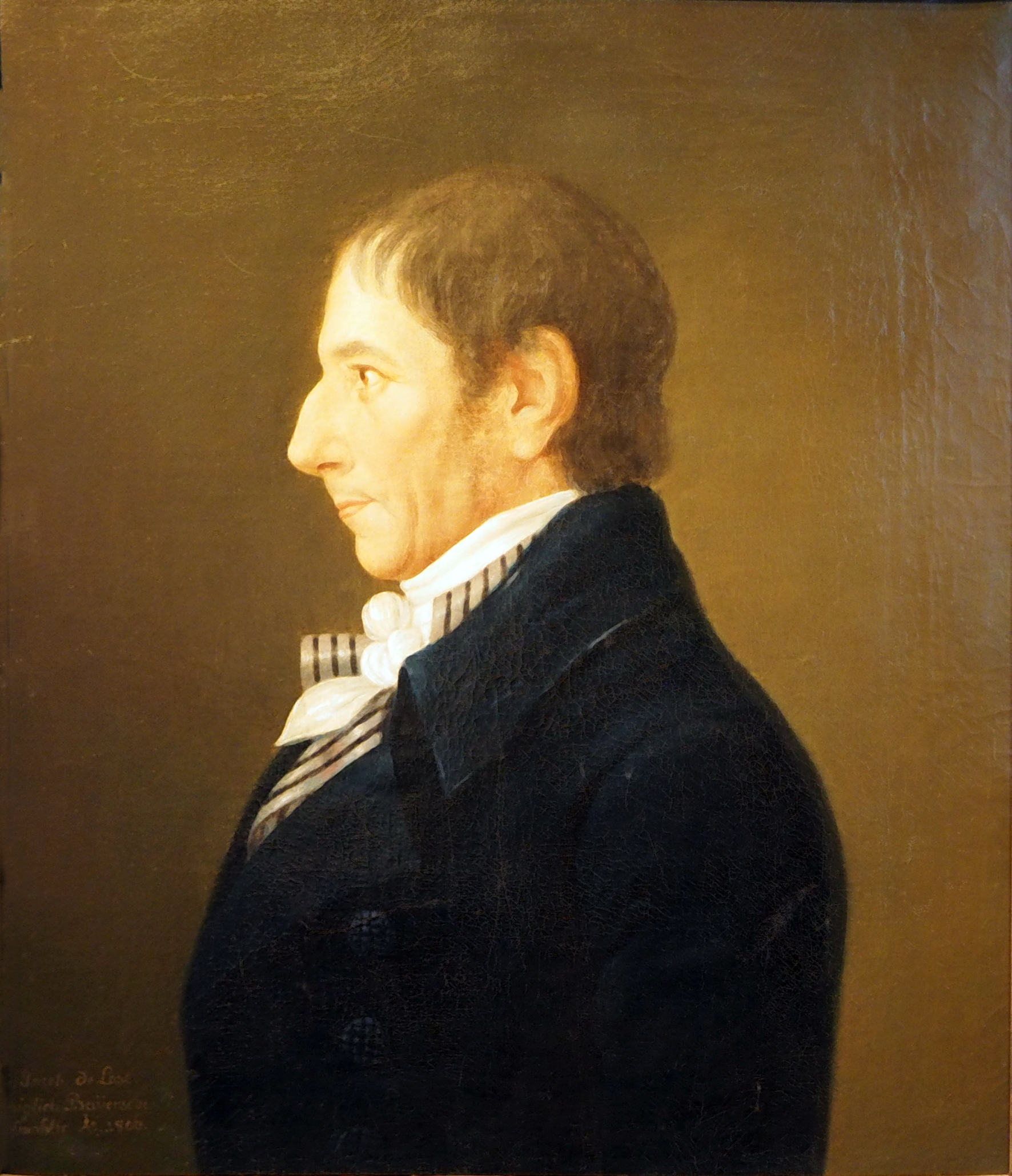
Porträt des Albrecht Daniel Thaer
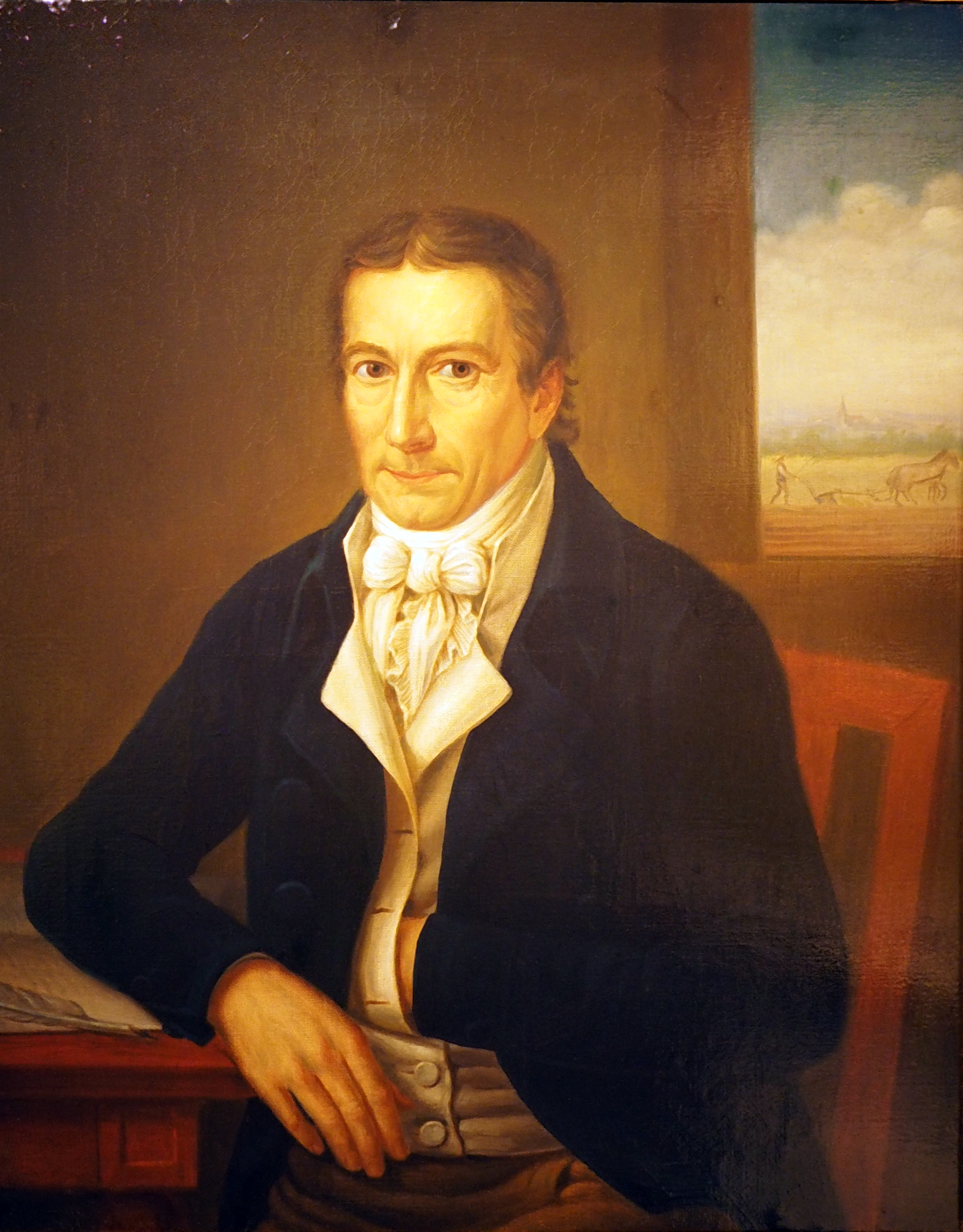
Porträt des Albrecht Daniel Thaer, nach dem Gemälde von Johann Jacob de Lose
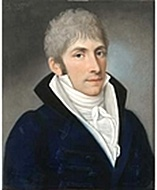
Christian August Joachim Leißring (1777–1852), Frankfurter Schauspieler
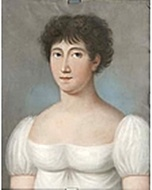
Antonie Leißring geb. Gräfin von Matuschka, Gattin von Christian August Joachim Leißring
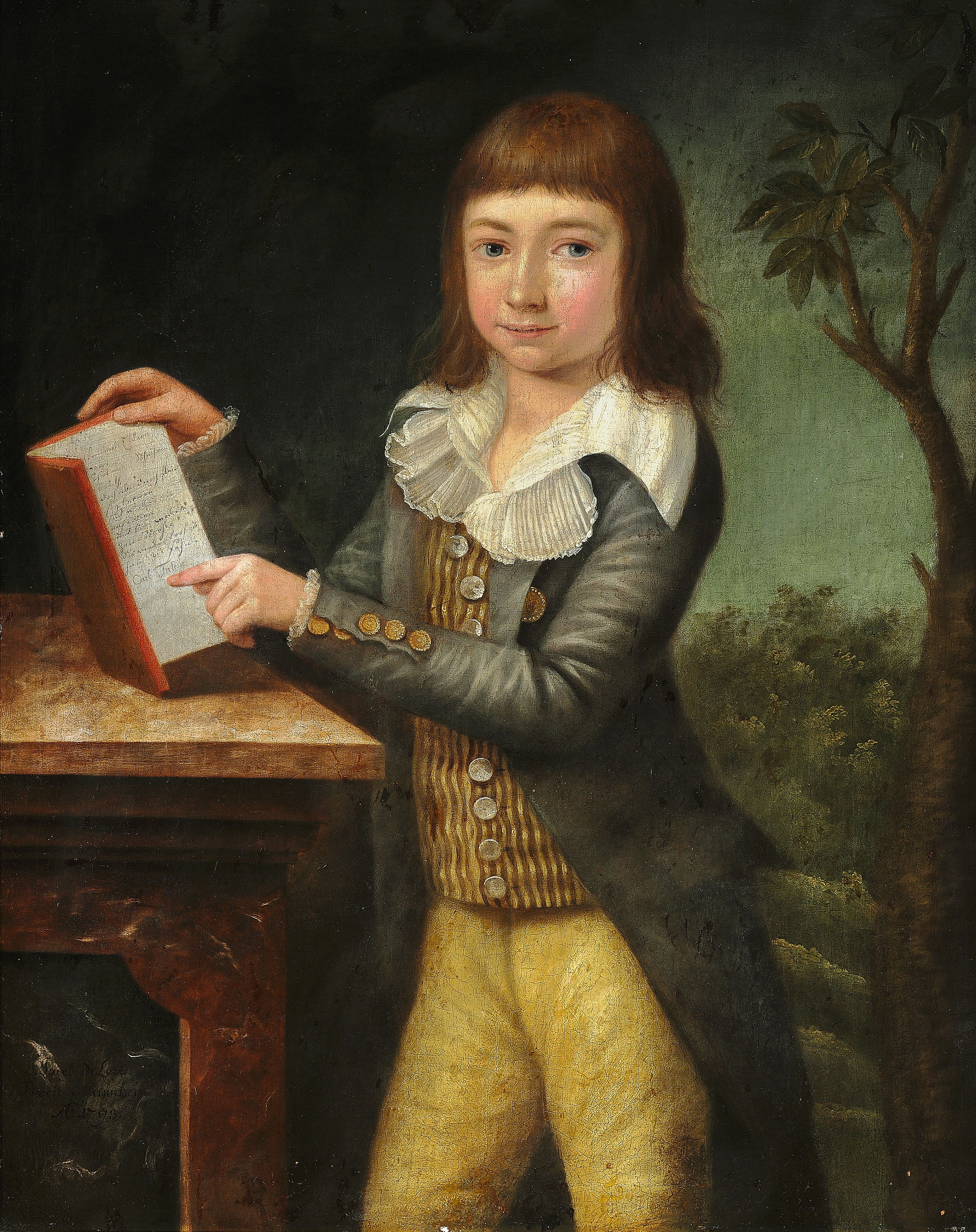
Porträt des Carl Diderich Tutein aus Kopenhagen